# Erna Denera
Erna Denera (Murowana Goślina, 4 september 1881 - Berlijn, 16 maart 1938) was een Duitse sopraan. Ze droeg de eretitel "Kammersängerin".
Zij studeerde bij Max Reger en Heinrich Spangenberg in Wiesbaden en bij Wilhelm Kufferath in Bonn. Na 1904 zette zij haar zangopleiding voort bij Franz Delong in Berlijn en Heinrich Feinhaus in Milaan. In 1906 debureerde zij in Kassel als Senta in Richard Wagners Fliegenden Holländer .
Van 1908 tot 1921 was zij verbonden aan de Berliner Hofoper waar ze de eretitel van Kammersängerin verwierf.
Zij zong rollen van Wagner in Meiningen, Bayreuth, Madrid, Barcelona, Brussel en Antwerpen. Haar contract aan de Metropolitan Opera in New York in hert seizoen 1916-1917 ging door Amerika's deelname aan de Eerste Wereldoorlog niet door.
Na de Eerste Wereldoorlog werkte Erna Denera als zangpedagoge in Berlijn.
Zij droeg sinds 14 februari 1916 de Orden für Kunst und Wissenschaft van Mecklenburg-Strelitz in Goud.

## Opnamen
Tussen 1909 en ongeveer 1915 maakte Erna Denera ongeveer 100 opnamen bij het label Odeon of Parlophone, het latere Deutsche Grammophon, Pathé, Favorite und Anker. Daaronder vindt men de eerste platenopname van de eerste akte van Die Walküre met het Blüthner-Orchester onder leiding van Edmund von Strauß.